# Orthocladius dentatus
Orthocladius dentatus är en tvåvingeart som först beskrevs av Jean-Jacques Kieffer 1923.  Orthocladius dentatus ingår i släktet Orthocladius och familjen fjädermyggor.
Artens utbredningsområde är Tjeckien. Inga underarter finns listade i Catalogue of Life.